# Domuztepe
Domuztepe (que significa «Turó del porc» en turc) és un jaciment arqueològic situat a la província de Kahramanmaraş, entre les ciutats de Kahramanmaraş i Gaziantep, al sud de Turquia.
És un antic poble neolític d'uns 1500 habitants, ocupat almenys des del 6200 aC i abandonat c. 5.450 aC., construït a la vora d'un antic pantà. Amb una superfície de 20 a 25 hectàrees, és un dels jaciments més grans de la cultura Halaf, una cultura neolítica del nord de Mesopotàmia del mil·lenni vi aC

## Cronologia
Atribuït a la cultura Halaf, l'assentament va ser fundat certament durant el Neolític ceràmic (c. 6400 aC), però pot ser que hi hagués una ocupació anterior. Al final del període Halaf, gairebé tota l'àrea de 20 hectàrees del lloc probablement estava ocupada. L'ocupació prehistòrica va acabar cap al final del període Halaf (c.5450 aC).
Després d'una interrupció de 5000 anys, el lloc va ser reocupat durant el període hel·lenístic (al voltant del 331 aC) a la seva part occidental per un important assentament durant el primer mil·lenni dC. En aquesta època hi ha constància d'una església i s'ha excavat un petit cementiri cristià. A més, al cim del túmul es va descobrir un edifici considerable d'època tardoromana (segle i o ii). Aquest edifici sembla haver estat restaurat i mantingut fins al període islàmic mitjà (del segle xi al xiv)

## Mode de subsistència
La dieta dels seus habitants es basava en gran manera en plantes i animals domesticats. Els ossos d'animals pertanyen a molt pocs animals caçats i, en canvi, consisteixen en ovelles, bovins i porcs. La importància del bucrani en els fragments de ceràmica pintada que es troben a la «Fossa de la Mort» (vegeu més avall) probablement s'explica per una clara preferència pel bestiar. Els cereals són domesticats i consisteixen principalment en blat midoner i una mica d'ordi comú. Els camps de cereals podien estendre's fins a 4 km. D'altra banda, Domuztepe estant antigament situat a la vora d'un pantà, l'explotació de canyes per fer cistells i potser per a l'habitatge sembla haver estat important en l'economia local.

## Ceràmica

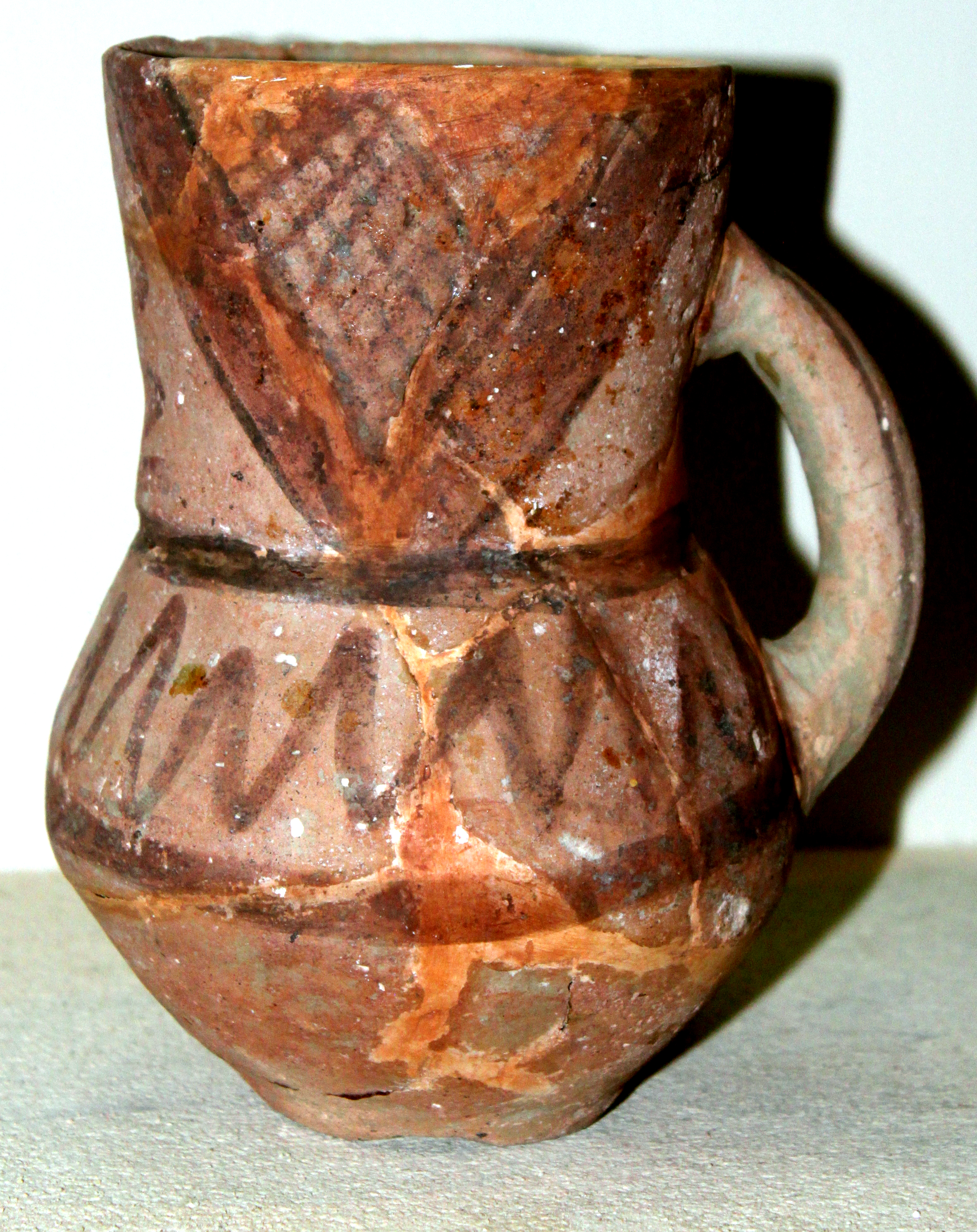
Gerra de ceràmica d'estil Halaf de Kültepe, Azerbaidjan, c. 6000 aC

La majoria de les restes ceràmiques de Domuztepe s'atribueixen a la cultura Halaf. Aquestes ceràmiques estan fetes d'una pasta molt fina i és el resultat d'una cocció més calenta i més oxidant, cosa que les dona un color ataronjat o brillant. No obstant això, a Domuztepe les decoracions estan impresses amb trets estilístics regionals reconeixibles. Dues ceràmiques pintades descobertes en una séquia excavada en una terrassa d'argila vermella mostren escenes: en una, dones ballant en cercle, i a l'altra, un grup d'edificis entre arbres. Les restes d'un altre vas pintat semblen representar un ritual.
Al costat de la ceràmica Halaf, hi ha una varietat de recipients, la majoria bols sense pintar, brunyits amb taques vermelles, marrons o negres. Tot i que la principal influència del poble prové de la cultura Halaf, aquests bols es poden comparar amb els que es troben al Llevant, en llocs de la cultura Wadi Rabah. Altres ceràmiques, produïdes en petites quantitats i que no pertanyen a la cultura Halaf, tenen predominantment colors ataronjats (una llisca taronja fosca amb pintura marró fosc o negre) i proveïdes d'una fina línia pintada (una superfície de color blanc o brillant pàl·lid pintada amb línies fines). Els orígens d'aquesta ceràmica es troben més al sud, a Amuq i Ras Shamra.
També hi ha una ceràmica marró, gruixuda, poc identificable amb referències externes. Són gerres de parets molt gruixudes (aproximadament 1 centímetre), de material més aviat globular i amb llargs colls verticals acolorits amb un ample daurat vertical. Aquest tipus de ceràmica probablement compleix una funció particular que encara no ha estat identificada. Les darreres capes arqueològiques van donar lloc a una sèrie de gerres amb coll o sense, alguns dels quals estan revestits amb guix a la superfície exterior. Altres objectes més gruixuts tenen una gran varietat de formes i estan compostos per sorra i un desgreixant vegetal.

## Altres objectes
El poble també era el lloc de diverses activitats artesanals, relacionades amb la producció tèxtil i la fabricació d'envasos de pedra. Hi ha una preocupació per la conservació, la reparació i el reciclatge: els ossos d'animals de rebuig es transformen en eines, agulles, punxons, bobines o perles; els contenidors es reparen, es transformen. De vegades es reparaven els recipients de ceràmica, i sovint es convertien en fusos que filen cordes o senzills discs o perles de raspat, penjolls o segells.

## Comerç d'obsidiana
Investigacions recents van identificar alguna obsidiana armènia a Domuztepe. Es va utilitzar l'anàlisi amb microsonda d'electrons i la fluorescència de raigs X portàtil. Quinze artefactes de Domuztepe coincideixen amb Pokr Arteni, una font d'obsidiana comuna a Armènia. Així, l'assentament neolític final de Domuztepe va comerciar a una distància a peu de 800 km. També es van identificar quatre fonts d'obsidiana més de la conca de Kura-Araxes a Domuztepe.

## Excavacions
El lloc va ser investigat entre 1995 i 2006 per un equip de la Universitat de Manchester i la Universitat de Califòrnia, Los Angeles. Els treballs es van reprendre l'any 2008, des de quan l'excavació és un projecte conjunt entre la Universitat de Manchester i el Museu Britànic.
El jaciment de Domuztepe està excavat principalment pel seu Neolític. És de gran interès per a la comprensió de diversos aspectes de la cultura Halaf a l'extrem nord-oest de la seva extensió geogràfica; la rica simbologia de la ceràmica pintada, l'ús de fitxes i els nous hàbits mortuoris són els principals trets característics.
La part excavada de la seqüència prehistòrica comença a la transició entre el Neolític ceràmic i el Halaf primerenc (c.6100 aC) i continua fins c. 5450 aC. L'ocupació Halaf s'ha rastrejat en una sèrie de trinxeres a tot el jaciment, proporcionant una rica evidència d'edificis circulars i rectangulars, ceràmica, bols de pedra, comptes, figuretes, pedra estellada, eines d'os, segells i impressions de segells, així com un ric conjunt de ossos d'animals i restes botàniques. L'excavació s'ha concentrat en l'Operació I, al cim del túmul sud. Durant el Halaf primerenc es va construir una terrassa est-oest d'argila vermella, amb una sèrie de dipòsits ocupacionals al sud, i es va mantenir en fases posteriors.
Malgrat l'extensió del jaciment, els intercanvis de llarga distància, l'especialització dels artesans i l'ús de segells que semblen indicar una tendència cap a un naixement més complex de la societat, Domuztepe no ha aportat proves arqueològiques de l'existència de complexos cacicats.

### La Fossa de la Mort
Entre el 1997 i el 2003 es va excavar un enterrament molt gran i complex, anomenat «Fossa de la Mort». Aquesta fossa té més de 3 m de diàmetre i uns 1,5 m de profunditat, plena de capes d'ossos humans i animals desarticulats, ceràmica trencada i altres artefactes. S'hi van trobar més de 10.000 ossos molt fragmentats d'animals i humans. A més, els arqueòlegs han recollit un nombre important de fragments de ceràmica, materials vegetals, eines d'os, perles, impressions de segells i restes de cistelles de guix.
Tots aquests elements indiquen un component ritual important en l'ús d'aquesta fossa. Els investigadors veuen en aquest dipòsit una transformació del mort en un avantpassat col·lectiu reconstituït. No obstant això, la barreja d'ossos d'animals i humans i el fet que alguns cossos mostrin rastres de traumatismes realitzat abans i després de la mort també porten aquests mateixos investigadors a plantejar-se l'existència de rituals que impliquen canibalisme o sacrifici humà. Les cerimònies que produeixen aquesta característica probablement van tenir lloc durant poques setmanes i van tenir diverses fases.
La capa més antiga de la fossa de la mort conté principalment ossos d'animals, aparentment de banquets a gran escala. Els dipòsits posteriors van incloure les restes de fins a 40 persones. Els cossos s'havien fragmentat molt i potser hi havia hagut canibalisme. Després d'omplir la «Fossa de la Mort», es va cobrir amb una gruixuda capa de cendra i es va marcar amb grans pals.
Es van col·locar més dipòsits de restes humanes al voltant de les seves vores. Al sud de la fossa hi ha un crani aïllat, una zona d'enterrament secundària i l'esquelet gairebé complet d'un nen de 6 anys. Aquests daten d'una mica més tard que la fossa. La zona d'enterrament indica altres rituals funeraris que s'hi duen a terme. Alguns cranis, sobretot el del nen, van patir traumatismes.

### La granja cremada
Els nivells inferiors de Domuztepe mostren una zona molt cremada. En un sector del jaciment, es construeixen cobertes d'acàcia i argamassa sobre fonaments febles de pedra i ossos d'animals. Sembla que un incendi va provocar l'ensorrament de la teulada i la crema de nombroses olles i moles que reposaven sobre superfícies de guix fragmentari. Segurament es tracta d'un graner, al costat del qual hi ha un pati, adjacent als estables per a guardar animals. Part d'aquest conjunt, molt cremat, va donar un gran nombre d'objectes domèstics (ceràmica, objectes de pedra i una pedra de molí) i fragments de tova carbonitzat. Molts recipients per abocar líquids, pots, bols, tres grans recipients pintats i olles grans que s'utilitzen per processar la llet indiquen que podria ser un lloc de vida o activitat comuna.